# Mooi, 't leven is mooi
Mooi, 't leven is mooi is een Nederlandstalige single van de Belgische artiest Will Tura uit 1989.
Het is een cover van Help (Get me some help), eerder gezongen door Tony Ronald (1971). De B-kant van de single was het liedje De kantwerkster. Het nummer verscheen op het album Tura vandaag uit 1989.

## Meewerkende artiesten
- Producer
  - Jean Kluger
- Muzikanten
  - Will Tura (zang)
  - Evert Verhees (basgitaar)
  - Kevin Mulligan (gitaar)
  - Philippe De Cock (synthesizer)
  - Steve Willaert (klavier, synthesizer)
  - Vincent Pierins (basgitaar)
  - Walter Mets (drums)

## Hitnotering
Het nummer stond in de top 50 van 4 februari 1989 tot 20 mei 1989 en bereikte als hoogste positie een 14e plaats. Het nummer stond ook nummer 1 in de Vlaamse top 10.

#### VlaamseUltratop 50
| Positie: | 25 | 20 | 18 | 18 | 18 | 16 | 15 | 14 | 17 | 19 | 17 | 16 | 14 | 18 | 30 | 40 | uit |